# Simon Ebonog
Simon Ebonog, né le 16 août 2004 à Yaoundé au Cameroun, est un footballeur français qui évolue au poste de milieu central avec Le Havre AC.

## Biographie

### Le Havre AC
Après avoir fait toutes les classes de jeunes au Havre AC, le 29 avril 2023, Simon dispute ses premières minutes en Ligue 2 avec Les Ciel et Marine contre le SM Caen (victoire 2-1). Le 2 juin 2023, Simon Ebonog et Le Havre AC remportent la Ligue 2 BKT grâce a une victoire 1-0 face au Dijon FCO. Le 21 août 2024, Simon prolonge avec le club normand jusqu'en 2027.

### Prêt à l'AS Nancy-Lorraine
Le 21 août 2024, Simon Ebonog est prêté une saison en National, pour défendre les couleurs de l'AS Nancy-Lorraine. 
Le 31 aout 2024, Ebonog effectue ses premières minutes en National avec l'AS Nancy-Lorraine contre le FC Versailles (match nul 0-0).
Le 14 mars 2025, lors de la 25e journée de National contre l'US Quevilly Rouen Métropole, Ebonog inscrit son premier but avec l'AS Nancy-Lorraine (victoire 4-1).
Lors de la saison 2024-2025, Simon Ebonog et l'AS Nancy-Lorraine, deviennent champion de National.

### Parcours en sélection
Simon Ebonog est international espoir français ayant joué pour la France -20 ans depuis l'année 2023 pour un total de 2 matchs joués.

## Palmarès

### En club
- Le Havre AC
  - Champion de France de Ligue 2 en 2023

- AS Nancy-Lorraine
  - Champion de France de National en 2025